# 沖縄県道252号平良下地島空港線

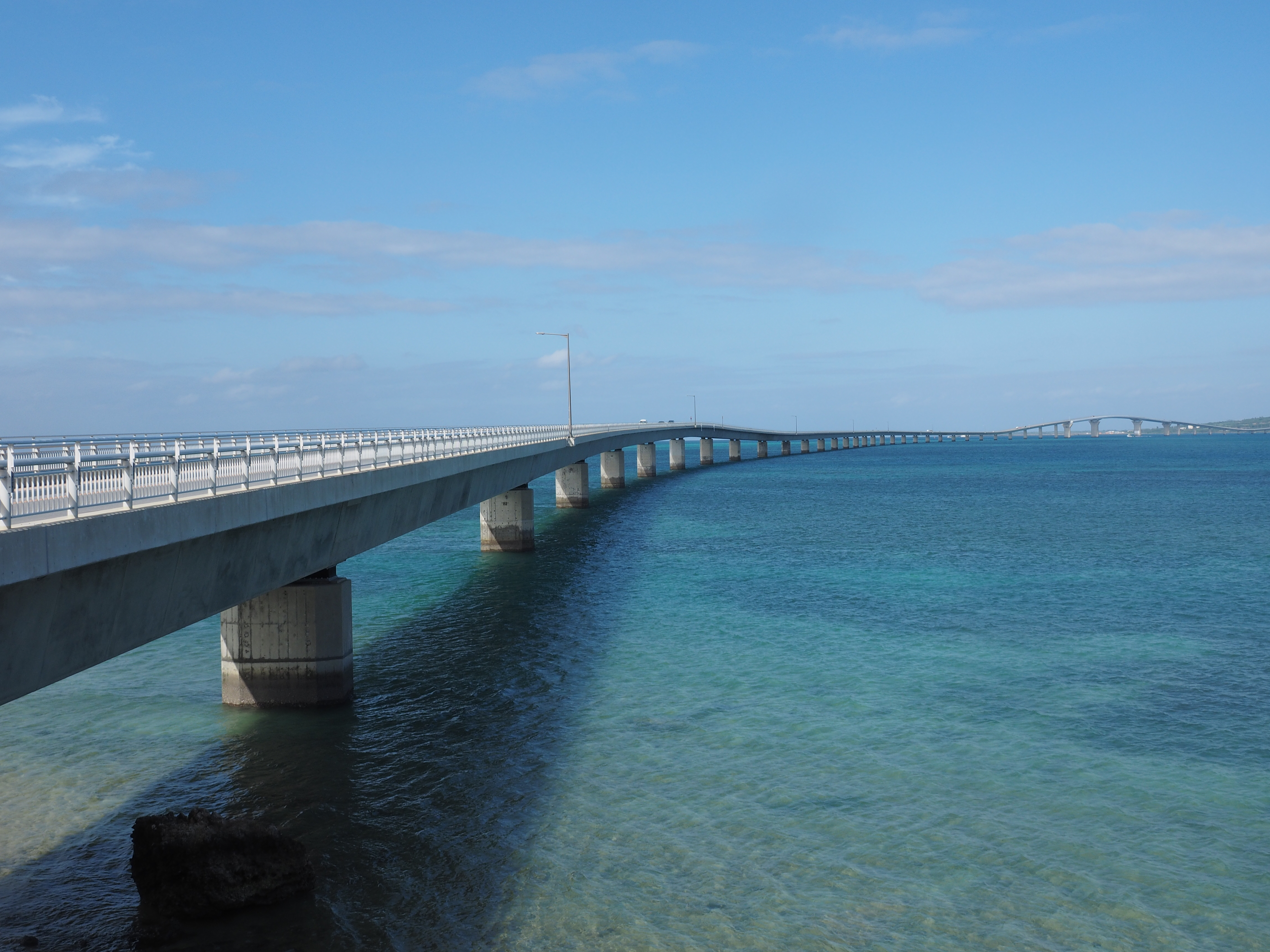
伊良部大橋

沖縄県道252号平良下地島空港線（おきなわけんどう252ごう ひららしもじしまくうこうせん）は、沖縄県宮古島市平良西里と伊良部佐和田の下地島空港とを結ぶ一般県道。この路線の目玉は宮古島と伊良部島とを結ぶ伊良部大橋である。

## 概要

### 路線データ
総延長区間
- 起点：宮古島市平良字西里（沖縄県道78号平良城辺線）
- 終点：宮古島市伊良部字佐和田（下地島空港・沖縄県道90号下地島空港佐良浜線）
- 距離：14.990km[1]

実延長区間
- 起点：宮古島市平良字久貝（沖縄県道192号平良久松港線）
- 終点：宮古島市伊良部字池間添（沖縄県道204号長山港佐良浜港線）

## 歴史
- 2001年（平成13年）3月 - 県道に指定される。
- 2002年（平成14年） - 事業化。
- 2015年（平成27年）1月31日 - 伊良部大橋を含む区間（4,310m）の供用開始[2]。
- 2019年（平成31年）3月16日 - 乗瀬橋の供用開始[3][4]

## 路線状況

### 重複区間
- 沖縄県道78号平良城辺線（起点 - 宮古島市平良西里県道190号交点・県道190号と192号も重複）
- 沖縄県道190号平良新里線（起点 - 宮古島市平良下里公設市場前交点）
（うち起点 - 平良西里交点間は県道78号被重複区間）
- 沖縄県道192号平良久松港線（起点 - 宮古島市平良久貝）
（うち起点 - 平良西里交点間は県道78号、平良西里 - 下里間は県道190号の被重複区間）
- 沖縄県道204号長山港佐良浜港線（宮古島市伊良部池間添 - 伊良部国仲）
- 沖縄県道90号下地島空港佐良浜線（宮古島市伊良部国仲 - 終点）

## 地理

### 通過する自治体
- 宮古島市（宮古島 - 伊良部島 - 下地島）

### 交差する道路
- 沖縄県道78号平良城辺線（起点 - 宮古島市平良西里県道190号交点）
- 沖縄県道83号保良西里線（起点）
- 沖縄県道243号高野西里線（起点）
- 沖縄県道190号平良新里線（宮古島市平良下里公設市場前交点）
- 国道390号（宮古島市平良久貝・県道192号被重複区間内）
- 沖縄県道192号平良久松港線（同）
- 沖縄県道204号長山港佐良浜港線（宮古島市伊良部池間添）
- 沖縄県道90号下地島空港佐良浜線（宮古島市伊良部国仲 - 終点）

### 主要施設・橋
- 宮古島市公設市場（宮古島市平良下里・県道192号被重複区間内）
- カママ嶺公園（同）
  - 宮古島市営球場[注 1]
- 伊良部大橋（宮古島市平良久貝 - 伊良部池間添・全長約3.54km）
- 長山港（宮古島市伊良部池間添）
- 伊良部郵便局（宮古島市伊良部国仲・県道90号被重複区間内）
- 下地島空港（終点）